# 高野うい
高野 うい（たかの うい）は日本の漫画家。女性。主にアンソロジーコミックや4コマ漫画を手がける。

## 作品一覧

### 連載作品
- HoneyComing～すうぃーとLOVEレッスン～ - 『コンプティーク』（角川書店）
- あにけん - 『まんが4コマKINGSぱれっと』（一迅社）
- あねけん - 『まんが4コマKINGSぱれっとLite』（一迅社）
- 桜色デイズ - 『まんがくらぶ』（竹書房）
- はっち・ぽっち - 『まんがホーム』（芳文社）
- すぱクラ! - 『4コマnanoエース』（角川書店）

### アダルトゲーム原画
- まめふぁんVol.1 - （Peassoft・一部）
- むすんで、ひらいて - （タイガーソフト・一部）
- Aster - （RusK・SDキャラ担当）